# Czarka (dopływ Omulwi)
Czarka – struga, lewy dopływ Omulwi o długości 7,82 km.
Wypływa z terenów leżących na południe od Szczytna. Płynie w przybliżeniu w kierunku południowym. Wpływa do Omulwi w okolicy Wielbarku. Przepływa przez miejscowość Jesionowiec.